# Абт, Франц
Франц Абт (нем. Franz Abt; 22 декабря 1819, Айленбург — 31 марта 1885, Висбаден) — немецкий композитор.

## Биография
Родился 22 декабря 1819 года в Айленбурге. Его отец Франц Готтардт Абт (1752—1838) был священнослужителем и талантливым пианистом, и именно от него Абт получил первые уроки.
После окончания школы Св. Фомы стал изучать в Лейпцигском университете богословие, но после смерти отца решил посвятить себя музыке и в начале 1841 года стал капельмейстером Бернбургского придворного театра. Здесь 19 февраля 1841 года состоялась премьера его первой оперы «Fra Diavolo» и в это же время он женился на Розалии Нойманн. Осенью того же года он стал капельмейстером Цюрихского театра под управлением Шарлотты Бирх-Пфейффер. Ценимый певческими обществами как учитель пения, дирижёр и любимый композитор, Абт оставался в Цюрихе до осени 1852 года. В 1844 году он оставил работу в театре и стал руководить сразу несколькими хорами, для которых написал множество хоровых произведений. В 1848 году он стал дирижёром цюрихской ассоциации, которая состояла из 24 хоровых обществ. Осенью 1850 года он посетил Лейпциг после девятилетнего отсутствия и после своего возвращения в декабре 1850 года принял руководство Цюрихской оперой.
В 1852 году он был приглашён в Брауншвейгский придворный театр, вторым капельмейстером. Весной 1855 года после смерти Георга Мюллера герцог Брауншвейгский назначил его первым капельмейстером.
С 1858 по 1882 год он был дирижёром Брауншвейгского мужского хора, провёл успешные гастроли коллектива в Великобритании. В июне 1856 года вместе с Анри Литольфом и Юлиусом Мюлингом провёл Магдебургский музыкальный фестиваль.
Его часто приглашали дирижировать хорами во многих столицах Европы; в 1872 году он совершил поездку по США, где был встречен с огромным энтузиазмом как музыкальными критиками, так и публикой.
Многочисленные песни Абта для одного голоса и для мужского квартета благодаря их приятной мелодичности, удобоисполнимости и выразительности приобрели обширную популярность К его наиболее известным песням принадлежат: «Wenn die Schwalben heimwärts ziehn» и «Gute Nacht, du mein herziges Kind.» Плодовитость Абта изумительна: до 1881 года он выпустил уже более 580 тетрадей, из которых некоторые содержали по 20—30 произведений. Был масоном и посвятил несколько кантат своей брауншвейгской ложе Carl zur gekrönten Säule (нем.).
К 1882 году из-за плотного графика работы его состояние ухудшилось, и он был вынужден уйти на пенсию. Умер 31 марта 1885 года в Висбадене. Был похоронен на Nordfriedhof (нем.).